# Vichel (Aisne)
Vichel est une localité de Vichel-Nanteuil, dont elle est le chef-lieu, et une ancienne commune française, située dans le département de l'Aisne en région Hauts-de-France.

## Toponymie
Vichel, ancien hameau et moulin à eau de la commune de Vichel-Nanteuil, est attesté sous les formes Vichieles (1211) ; Ville de Vichiel (1383) ; Vichelle (1672).

Toponyme composé de Vic avec le suffixe locatif gaulois –iaco.

## Histoire
La commune de Vichel a été créée lors de la Révolution française. Le 2 juin 1819, elle fusionne avec la commune voisine de Nanteuil-sur-Ourcq par ordonnance et la nouvelle entité prend le nom de Nanteuil-sur-Ourcq-et-Vichel, renommée Vichel-Nanteuil par décret du 12 novembre 1890.

## Administration
Jusqu'à sa fusion avec Nanteuil-sur-Ourcq en 1819, la commune faisait partie du canton de Neuilly-Saint-Front dans le département de l'Aisne. Elle appartenait aussi à l'arrondissement de Château-Thierry depuis 1801 et au district de Château-Thierry entre 1790 et 1795. La liste des maires de Vichel est :
| Période                                  | Période | Identité | Étiquette | Qualité |
| ---------------------------------------- | ------- | -------- | --------- | ------- |
|                                          |         |          |           |         |
| Les données manquantes sont à compléter. |         |          |           |         |

## Démographie
Jusqu'en 1819, la démographie de Vichel était :
| 1793 | 1800 | 1806 | 1821 |
| ---- | ---- | ---- | ---- |
| 62   | 77   | 81   | 91   |